# La cintura (chanson)
Cet article concerne la chanson d'Álvaro Soler. Pour le film italien, voir La cintura.
Singles de Álvaro Soler
Yo Contigo Tú Conmigo (2017) Ella (2018)
La cintura est un single du chanteur hispano-allemand Álvaro Soler, sorti le 29 mars 2018. La chanson a été composée et enregistrée en 2017 à Los Angeles[source insuffisante] par Álvaro Soler, en collaboration avec les producteurs allemands Alexander Zuckowski, Simon Triebel et le producteur marocain RedOne. Le morceau a été produit par RedOne et T.I. Jakke.

## Le clip vidéo
Le clip vidéo officiel a été publié le 29 mars sur le canal officiel sur Youtube d'Álvaro Soler. L'enregistrement de la vidéo a été lieu au début de mars 2018 à La Havane sous la réalisation de Frank Hoffmann et avec la participation du mannequin allemand Toni Garrn. Dans la vidéo, on voit comment Álvaro qui, au début, a du mal à danser, apprend à danser avec un groupe de talentueux danseurs cubains.

## Remix
Le 26 juillet 2018, quatre mois après la sortie de la version originale, Álvaro Soler lance un remix qui contient les voix du rappeur américain Flo Rida et de la chanteuse argentine Tini (Martina Stoessel). Le clip vidéo a été filmé en juin, d'abord à Madrid avec Tini puis à Miami avec Flo Rida.

## Formats et éditions
Version originale
- La cintura, single (3:25)

Remix
- La cintura (feat. Flo Rida & Tini), single (2:57)

## Performance commerciale
La cintura a connu un grand succès en Europe et a également été bien reçu en Amérique du Sud. Peu de temps après la date de sortie, la chanson arrive à la cinquième place sur iTunes au niveau mondial, à la 20e place sur Shazam et à la 39e place sur la liste mondiale de Spotify. La cintura obtient plus de 169 millions de streams pendant les 8 premiers mois, et le clip est regardé plus de 139 millions de fois sur YouTube. Pour le remix, on a compté pendant les 8 premiers mois 33 millions de streams sur Spotify et la vidéo sur Youtube a accumulé 36 millions de visualisations.

## Classements et certifications

### Classements par pays
| Classement (2018)                                                             | Meilleure position |
| ----------------------------------------------------------------------------- | ------------------ |
| France (SNEP)                                                                 | 27                 |
| République tchèque (Rádio Top 100)                                            | 1                  |
| Slovénie (SloTop50)                                                           | 1                  |
| Italie (FIMI)                                                                 | 2                  |
| Belgique (Ultratop 50 Flandre)                                                | 3                  |
| Belgique (Ultratop 50 Wallonie)                                               | 3                  |
| Pologne (ZPAV)                                                                | 3                  |
| Russie (Tophit)                                                               | 3                  |
| Espagne (PROMUSICAE)                                                          | 3                  |
| Suisse (Schweizer Hitparade)                                                  | 4                  |
| Suisse romande (Les charts de la Suisse romande)                              | 1                  |
| Hongrie (Single Top 40)                                                       | 5                  |
| Allemagne (Musikmarkt Top 100)                                                | 7                  |
| Hollande (Nederlandse Top 40), classement de radio)                           | 7                  |
| Autriche (Ö3 Austria Top 40)                                                  | 8                  |
| Venezuela (National-Report)                                                   | 9                  |
| Argentine (Monitor Latino)                                                    | 11                 |
| Finlande (Suomen virallinen lista)                                            | 12                 |
| Équateur (National-Report)                                                    | 20                 |
| Hollande (Single Top 100), classement de vente de singles)                    | 22                 |
| Slovaquie (Rádio Top 100 Slovaquie)                                           | 23                 |
| Suède (Sverigetopplistan)                                                     | 25                 |
| Colombie (National-Report)                                                    | 27                 |
| Norvège (VG-lista)                                                            | 36                 |
| République tchèque (Singles Digital Top 100), classement de vente de singles) | 38                 |
| Danemark (Tracklisten)                                                        | 40                 |
| États-Unis (Hot Latin Songs, Billboard)                                       | 46                 |
| Portugal (AFP)                                                                | 54                 |

### Certifications
| Pays                 | Disque de Certification |
| -------------------- | ----------------------- |
| Espagne (PROMUSICAE) | 3x Disque de Platine    |
| Italie (FIMI)        | 3x Disque de Platine    |
| Pologne (ZPAV)       | 2x Disque de Platine    |
| Allemagne (BVMI)     | Disque d'Or             |
| Autriche (IFPI)      | Disque d'Or             |
| Suisse (IFPI)        | Disque d'Or             |
| Finlande (IFPI)      | Disque d'Or             |
| France (SNEP)        | Disque d'Or             |